# Švédský filmový institut

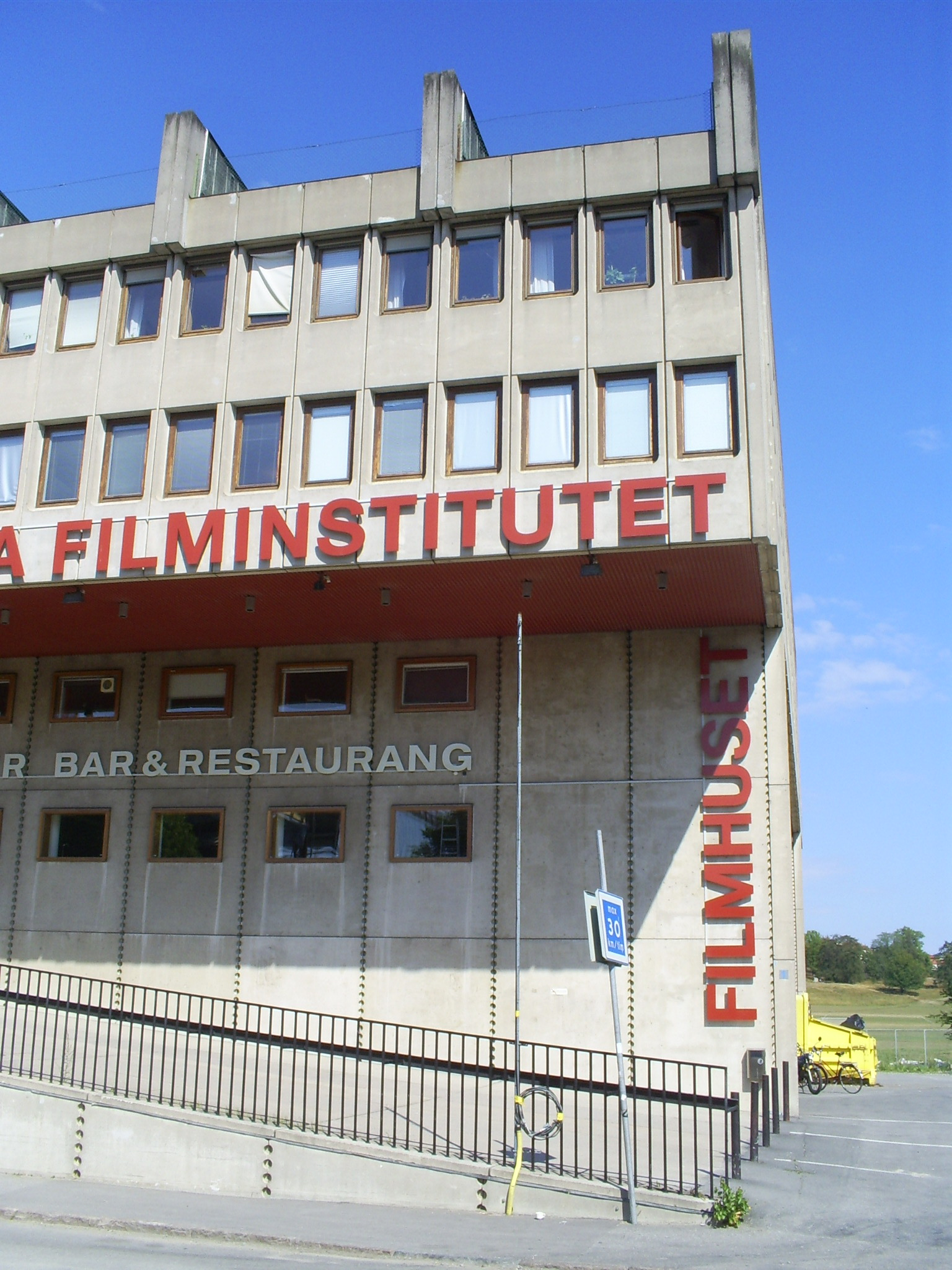
Vstup do budovy Švédského filmového institutu

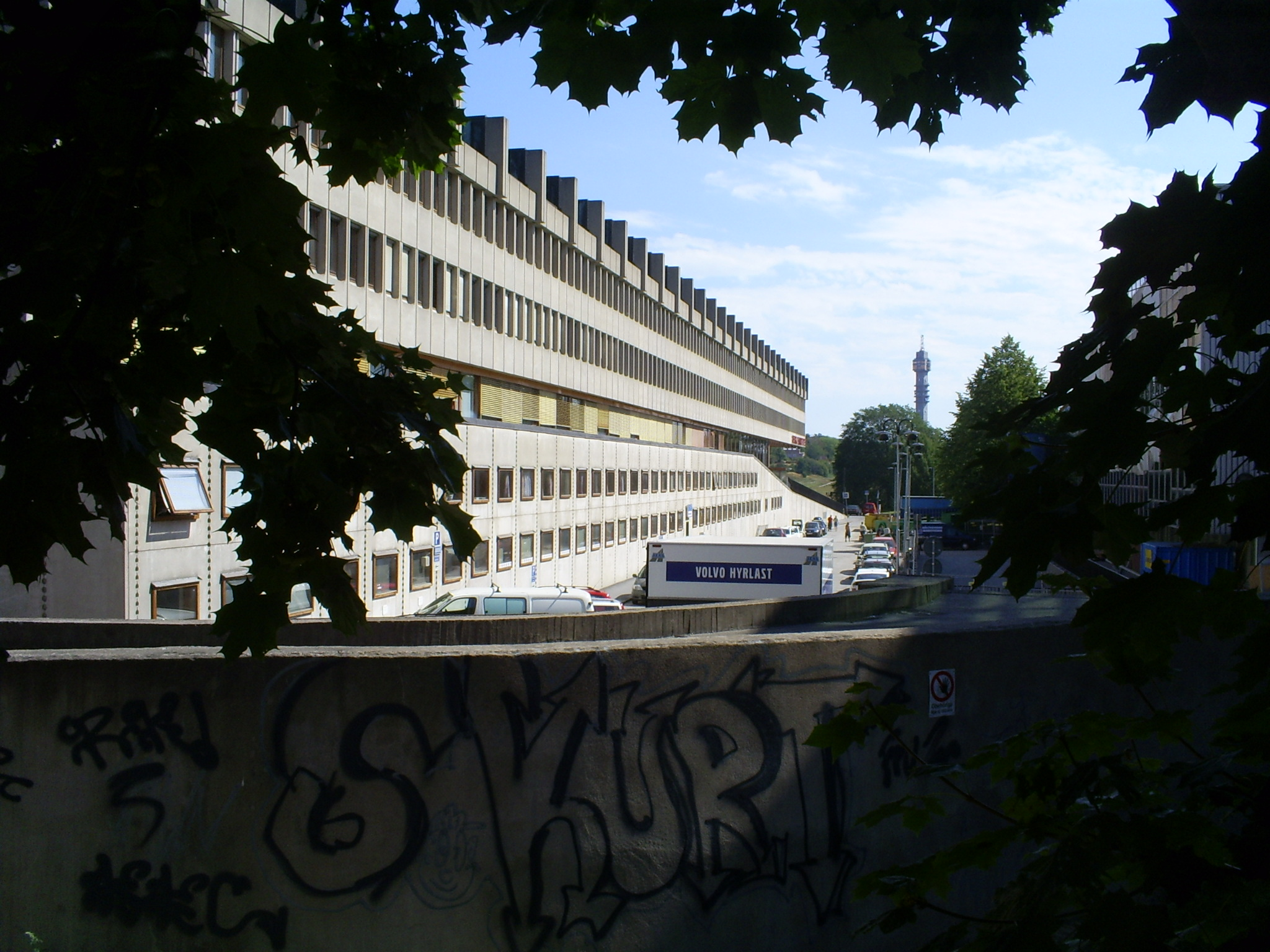
140 metrů dlouhé studio a kancelářní budova

Švédský filmový institut (švédsky Svenska filminstitutet) byl založen roku 1963 na podporu a rozvoj švédského filmového průmyslu. Institut sídlí v Domě filmu (Filmhuset) v Östermalm ve Stockholmu. Budova byla dostavěna v roce 1970 a navrhl ji architekt Peter Celsing.
Švédský filmový institut podporuje švédskou filmovou tvorbu, udílí granty na výrobu, distribuci a veřejná promítání filmů ve Švédsku. Mimo to mezinárodně propaguje švédskou kinematografii a organizuje každoroční udílení cen Zlatohlávek.
Jeho činnost je financována z příspěvků od státu, televizních stanic a 10% odvodu z prodeje lístků v kinech.
Je jedním z členů Švédského protipirátského úřadu (Svenska Antipiratbyrån).

## Provozní ředitelé
- 1963–1970 Harry Schein
- 1970–1972 Bo Jonsson
- 1972–1978 Harry Schein
- 1978–1982 Jörn Donner
- 1982–1989 Klas Olofsson
- 1989–1994 Ingrid Edström
- 1994–1998 Lars Engqvist
- 1998–1999 Hans Ottosson
- 1999–2006 Åse Kleveland
- 2006- Cissi Elwin

## Předsedové představenstva
- 1963-1967 Krister Wickman
- 1967-1970 Roland Pålsson
- 1970-1978 Harry Schein
- 1978-1981 Per Ahlmark
- 1981-1984 Bert Levin
- 1984-1992 Hans Löwbeer
- 1992-1999 Åke Ahrsjö
- 1999-2005 Lisa Söderberg
- 2005- Håkan Tidlund